# Hail Mary (Tupac Shakur)
Hail Mary è un singolo del rapper statunitense Tupac Shakur, pubblicato nel 1997 a nome Makaveli. Il brano, che vede la partecipazione di The Outlawz e Prince Ital Joe, è stato estratto dall'album The Don Killuminati: The 7 Day Theory.

## Tracce
1. Hail Mary (radio extended) — 5:11
2. Hail Mary (radio edit) — 4:38
3. Hail Mary (instrumental) — 5:05